# Gare de La Fouillouse
La gare de La Fouillouse est une gare ferroviaire française de la ligne de Moret - Veneux-les-Sablons à Lyon-Perrache, située sur le territoire de la commune de La Fouillouse, dans le département de la Loire en région Auvergne-Rhône-Alpes.
C'est une gare de la Société nationale des chemins de fer français (SNCF) desservie par les trains du réseau TER Auvergne-Rhône-Alpes.

## Situation ferroviaire
Établie à 407 m d'altitude, la gare de La Fouillouse est située au point kilométrique (PK) 492,706 de la ligne de Moret - Veneux-les-Sablons à Lyon-Perrache entre les gares ouverte de Bouthéon (s'intercale la gare fermée de Saint-Just-sur-Loire) et de Saint-Étienne-La Terrasse (s'intercale la gare fermée de Villars (Loire)).

## Fréquentation
De 2015 à 2022, selon les estimations de la SNCF, la fréquentation annuelle de la gare s'élève aux nombres indiqués dans le tableau ci-dessous.
| Année     | 2015  | 2016  | 2017  | 2018  | 2019  | 2020  | 2021  | 2022   |
| --------- | ----- | ----- | ----- | ----- | ----- | ----- | ----- | ------ |
| Voyageurs | 7 065 | 5 073 | 7 385 | 6 627 | 9 693 | 5 484 | 7 312 | 13 394 |

## Service des voyageurs

### Accueil
Halte SNCF, c'est un point d'arrêt non géré (PANG) disposant de panneaux d'informations et d'abris de quais.

### Desserte
La Fouillouse est desservie par des trains du réseau Auvergne-Rhône-Alpes qui circulent sur la ligne no 11 entre les gares de Montbrison et Saint-Étienne-Châteaucreux.

### Intermodalité
Un parking pour les véhicules ainsi que pour les vélos y est aménagé. La gare est desservie par la ligne 37 du réseau de la Société de transports de l'agglomération stéphanoise (STAS) à l'arrêt Gare Fouillouse.